# 中国图书奖
中国图书奖是全国性、综合性图书奖。1986年《中国图书评论》杂志社创办该奖项，第一届中国图书奖1987年7月在北京颁奖。1989年中国图书评论学会成立后，转由该会承办，至2005年已评选了14届。2005年，由中国出版协会主办“中华优秀出版物奖”之“图书奖”替代。

## 历届获奖图书

### 第一届
| 书名                                 | 出版社         | 作者                     |
| ------------------------------------ | -------------- | ------------------------ |
| 《元朝史》(上、下)                   | 人民出版社     | 韩儒林主编               |
| 《中国古代建筑技术史》(中、英文版)   | 科学出版社     | 张驭寰主编               |
| 《社会主义宏观经济分析》             | 学林出版社     | 符钢战、史正富、金重仁著 |
| 《哲学小百科》(上、下)               | 中国青年出版社 | 邢贲思主编               |
| 《禅宗与中国文化》                   | 上海人民出版社 | 葛兆光著                 |
| 《走向世界丛书·李鸿章历聘欧美记卷》  | 岳麓书社       | 钟叔河主编               |
| 《少年自然百科辞典(生物、生理卫生)》 | 少年儿童出版社 | 王国忠主编               |
| 《四部医典系列挂图全集》             | 西藏人民出版社 | 王镭、强巴赤列编著       |
| 《东方文学作品选》(上、下)           | 湖南人民出版社 | 季羡林主编               |
| 《中国高等美术学院学生研究生作品集》 | 河南美术出版社 | 中央美院等七院校编       |

### 第二届
| 书名                     | 出版社             | 作者                           |
| ------------------------ | ------------------ | ------------------------------ |
| 中国宏观经济分析         | 人民出版社         | 张风波著                       |
| 中国人民解放军战史       | 军事科学出版社     | 军事科学院军事历史研究部编著   |
| 热带北缘橡胶树栽培       | 广东科技出版社     | 何康 黄宗道主编                |
| 中国人口地图集           | 中国统计出版社     | 国务院人口普查办公室           |
| 中国乡镇企业管理百科全书 | 农业出版社         | 中国乡镇企业管理百科全书编委会 |
| 价值论——一种主体性的研究 | 中国人民大学出版社 | 李德顺著                       |
| 文化社会学               | 山东人民出版社     | 司马云杰著                     |
| 接力书信集               | 广西人民出版社     | 《接力书信集》编委会编         |
| 中国美术通史             | 山东教育出版社     | 王伯敏主编                     |
| 中国地震历史资料汇编(二) | 科学出版社         | 谢毓寿 蔡美彪主编              |

### 第三届
| 书名                       | 出版社             | 作者       |
| -------------------------- | ------------------ | ---------- |
| 中国经济体制改革的模式研究 | 中国社会科学出版社 |            |
| 中国人口史                 | 人民出版社         |            |
| 万里长城                   | 河北美术出版社     |            |
| 世界童话名著               | 浙江少儿出版社     |            |
| 《资本论》辞典             | 山东人民出版社     |            |
| 中国儒学辞典               | 辽宁人民出版社     |            |
| 中国文化概论               | 中山大学出版社     |            |
| 时空学说史                 | 湖北人民出版社     |            |
| 中国针灸最佳时间治疗学     | 山东科技出版社     |            |
| 荣誉奖                     |                    |            |
| 中国近代反侵略战争史       | 解放军出版社       | 雷远高主编 |
| 中国宏观经济结构与政策     | 中国财政经济出版社 | 张风波编著 |
| 现代科学知识小百科         | 中国青年出版社     |            |
| 社会主义微观经济均衡论     | 上海三联书店       |            |
| 中国历代妇女妆饰           | 学林出版社         |            |
| 中国雕塑艺术史(上、下)     | 人民美术出版社     |            |
| 中国盆景——佳作赏析与技艺   | 安徽科技出版社     |            |
| 中国伦理学说史(上、下)     | 浙江人民出版社     |            |
| 中国园林建筑               | 清华大学出版社     |            |
| 英藏汉对照词典             | 民族出版社         |            |

### 第十四届[2]
| 书名                                                                   | 出版社                           | 作者          |
| ---------------------------------------------------------------------- | -------------------------------- | ------------- |
| 中国图书将特别奖（3种）                                                |                                  |               |
| 邓小平年谱（一九七五――一九九七）（上、下）                             | 中央文献出版社                   | 冷溶          |
| 邓小平手迹选                                                           | 中国档案出版社、大象出版社       | 中央档案馆 编 |
| 邓小平画传（上、下卷）                                                 | 四川人民出版社                   |               |
| 中国图书奖（136种）                                                    |                                  |               |
| 邓小平理论发展史                                                       | 广东人民出版社                   |               |
| “三个代表”重要思想研究丛书（十卷）                                     | 解放军出版社                     |               |
| 干部群众关心的25个理论问题                                             | 学习出版社                       |               |
| 21世纪初中国面临的重大理论和对策问题                                   | 社会科学文献出版社               |               |
| 独领风骚：毛泽东心路解读                                               | 万卷出版公司（原辽宁画报出版社） |               |
| 西柏坡                                                                 | 河北美术出版社                   |               |
| 领导干部考核制度改革与创新                                             | 中共中央党校出版社               |               |
| 马克思画传                                                             | 上海书店出版社                   |               |
| 非典时期 非常感动                                                      | 广东高等教育出版社               |               |
| 21世纪：全球经济战略的较量                                             | 经济科学出版社                   |               |
| 竞争力经济学                                                           | 广东经济出版社                   |               |
| 中国农业和农村经济结构战略性调整                                       | 中国农业出版社                   |               |
| 中国农业保险与农村社会保障制度研究                                     | 首都经济贸易大学出版社           |               |
| 回乡，还是进城？——中国农村外出劳动力回流研究                           | 中国财政经济出版社               |               |
| 集体经济背景下的乡村治理：河南南街、山东向高、甘肃方家泉村村治实证研究 | 华中师范大学出版社               |               |
| 推开宏观之窗                                                           | 经济日报出版社                   |               |
| 中国金融安全论                                                         | 中国金融出版社                   |               |
| 股份合作经济理论与实证研究——兼论深圳市罗湖区社区型股份合作经济         | 中国经济出版社                   |               |
| 透视中国东南：文化经济的整合研究（上、下）                             | 厦门大学出版社                   |               |
| 西部大开发与全面提高劳动者素质                                         | 东北财经大学出版社               |               |
| 法治：理念与制度                                                       | 中国政法大学出版社               |               |
| 民法总则研究                                                           | 中国人民大学出版社               |               |
| 20世纪西方哲学东渐史（十二册）                                         | 首都师范大学出版社               |               |
| 纯粹哲学丛书（六册）                                                   | 江苏人民出版社                   |               |
| 伊斯兰教与北京清真寺文化                                               | 中央民族大学出版社               |               |
| 晚清上海社会的变迁：生活与伦理的近代化                                 | 天津人民出版社                   |               |
| 安徽革命史画册                                                         | 安徽美术出版社                   |               |
| 冷战史（上、中、下）                                                   | 世界知识出版社                   |               |
| 台湾民众抗日史                                                         | 台湾出版社                       |               |
| 中国共产党历史•第一卷（上、下册）                                      | 中共党史出版社                   |               |
| 中国回回民族史                                                         | 中华书局                         |               |
| 中国石窟图文志（上、中、下）                                           | 敦煌文艺出版社                   |               |
| 敦煌学研究丛书 （十二本）                                              | 甘肃教育出版社                   |               |
| 国共关系史（上、中、下）                                               | 广东教育出版社                   |               |
| 中国化学史（二卷）                                                     | 广西教育出版社                   |               |
| 蒙古民族通史（五卷六册）                                               | 内蒙古大学出版社                 |               |
| 内蒙古建筑的历史文化                                                   | 青海人民出版社                   |               |
| 中国文化史（四卷）                                                     | 山东人民出版社                   |               |
| 中国政治通史（十二卷）                                                 | 泰山出版社                       |               |
| 文物中国史（八卷）                                                     | 山西教育出版社                   |               |
| 晚明史（1573——1644年）（上、下卷）                                     | 复旦大学出版社                   |               |
| 林则徐在新疆丛书（四册）                                               | 新疆大学出版社                   |               |
| 军事训练学                                                             | 军事科学出版社                   |               |
| 图说中国海军史（古代——1955）（上、中、下）                             | 福建教育出版社                   |               |
| 编程高手箴言                                                           | 电子工业出版社                   |               |
| 生态农业——中国可持续农业的理论与实践                                   | 化学工业出版社                   |               |
| 高密度光盘数据存储                                                     | 清华大学出版社                   |               |
| TD-SCDMA第三代移动通信系统标准                                         | 人民邮电出版社                   |               |
| 超细晶钢——钢的组织细化理论与控制技术                                   | 冶金工业出版社                   |               |
| 中国民居建筑（上、中、下）                                             | 华南理工大学出版社               |               |
| 剑桥流水：英伦学术游记                                                 | 河北大学出版社                   |               |
| 舰船隐身技术                                                           | 哈尔滨工程大学出版社             |               |
| 嵌入原子方法理论及其在材料的应用——原子尺度材料设计理论                 | 湖南大学出版社                   |               |
| 活化构造成矿学                                                         | 湖南大学出版社                   |               |
| 化学抑尘                                                               | 中南大学出版社                   |               |
| 城市环境创造：景观与环境设施设计                                       | 天津大学出版社                   |               |
| 光合作用原初光能转化过程的原理与调控                                   | 江苏科学技术出版社               |               |
| 中国柞蚕                                                               | 辽宁科学技术出版社               |               |
| 消化系统疾病电子内镜图谱                                               | 北京大学医学出版社               |               |
| 小儿内科学（上、下册）                                                 | 郑州大学出版社                   |               |
| 鲜为人知的故事——艾滋病、性病防治大众读本                               | 中原农民出版社                   |               |
| 人类精子学                                                             | 湖北科学技术出版社               |               |
| 吴阶平泌尿外科学（上、下卷）                                           | 山东科学技术出版社               |               |
| 现代组织学                                                             | 上海科学技术文献出版社           |               |
| 近代中医珍本集（十四册）                                               | 浙江科学技术出版社               |               |
| 邓稼先文集                                                             | 安徽教育出版社                   |               |
| 图文科普现代战争与兵器（九册）                                         | 北京少年儿童出版社               |               |
| 基因级：人种自传23章                                                   | 北京理工大学出版社               |               |
| 中国西部环境演变评估                                                   | 科学出版社                       |               |
| 中国树木奇观                                                           | 中国林业出版社                   |               |
| 河流污染治理技术与实践                                                 | 中国水利水电出版社               |               |
| 西北地区水资源合理配置和承载能力研究                                   | 黄河水利出版社                   |               |
| 世界高速铁路技术                                                       | 中国铁道出版社                   |               |
| 地球构造与动力学                                                       | 广东科技出版社                   |               |
| 中国琥珀昆虫图志                                                       | 河南科学技术出版社               |               |
| 走近新科技丛书（五册）                                                 | 江西高校出版社                   |               |
| 学生探索百科全书（四册）                                               | 书海出版社                       |               |
| 中国花生栽培学                                                         | 上海科学技术出版社               |               |
| 西藏科学技术史                                                         | 西藏人民出版社                   |               |
| 奋斗与辉煌--中华科技百年图志（1901-2000）                              | 云南教育出版社                   |               |
| 高等燃烧学                                                             | 浙江大学出版社                   |               |
| 陡山沱期生物群：早期动物辐射前夕的生命                                 | 中国科技大学出版社               |               |
| 天高地厚                                                               | 北京十月文艺出版社               |               |
| 故事时代：小故事中的大智慧                                             | 当代世界出版社                   |               |
| 中国航天员飞天纪实                                                     | 人民出版社                       |               |
| 中国戏剧史图鉴                                                         | 中国音乐出版社                   |               |
| 中国古代建筑                                                           | 新世界出版社                     |               |
| 人民记者穆青                                                           | 河南人民出版社                   |               |
| 美林                                                                   | 南方出版社                       |               |
| 马克吐温十九卷集（十九卷）                                             | 河南教育出版社                   |               |
| 暮年上娱——叶圣陶、俞平伯通信集                                         | 花山文艺出版社                   |               |
| 中国俄罗斯侨民文学丛书（五册）                                         | 北方文艺出版社、黑龙江教育出版社 | 李延龄        |
| 雷锋，我们与你同行                                                     | 吉林教育出版社                   |               |
| 刘海粟（1896——1994）                                                   | 江苏美术出版社                   |               |
| 藏汉之子——优秀援藏干部任国庆                                           | 江苏文艺出版社                   |               |
| 景德镇传统制瓷工艺                                                     | 江西美术出版社                   |               |
| 傅雷全集（全二十卷）                                                   | 辽宁教育出版社                   |               |
| 我的岁月我的歌                                                         | 宁夏人民出版社                   |               |
| 振飞曲谱（上、下）                                                     | 上海音乐出版社                   |               |
| 圣地稻城亚丁——蓝色星球上最后一片净土                                   | 四川民族出版社                   |               |
| 岁月（上、下）                                                         | 上海音乐出版社                   |               |
| 我们的连队                                                             | 云南人民出版社                   |               |
| 屏前幕后：我的导演生涯                                                 | 重庆出版社（重庆少年儿童出版社） |               |
| 重庆古镇                                                               | 重庆出版社（重庆美术出版社）     |               |
| 燕乐新说                                                               | 黄山书社                         |               |
| 中国纹样史                                                             | 高等教育出版社                   |               |
| 中国词史（上、下）                                                     | 福建人民出版社                   |               |
| 中国文学史学史（三卷）                                                 | 河北人民出版社                   |               |
| 20世纪中国文艺图文志（九卷十册）                                       | 沈阳出版社                       |               |
| 中国文学精神（七卷）                                                   | 山东教育出版社                   |               |
| 中国小说史丛书（十七册）                                               | 浙江古籍出版社                   |               |
| 幼儿认知发展与教育                                                     | 北京师范大学出版社               |               |
| 21世纪校园朗诵诗                                                       | 湖北少年儿童出版社               |               |
| 写真童话故事集（三册）                                                 | 吉林摄影出版社                   |               |
| 藏地牛皮书                                                             | 中国青年出版社                   |               |
| 公民道德建设通论                                                       | 青岛出版社                       |               |
| 中国南京云锦                                                           | 南京出版社                       |               |
| 创建中国特色的学习型社会                                               | 江西人民出版社                   |               |
| 中国传统德育心理学思想及其现代意义                                     | 黑龙江教育出版社                 |               |
| 中国姓氏：群体遗传和人口分布                                           | 华东师范大学出版社               |               |
| 周原甲骨文                                                             | 世界图书出版公司                 |               |
| 唤醒巨人：成功教育启示录                                               | 安徽少年儿童出版社               |               |
| 课程与教学哲学                                                         | 人民教育出版社                   |               |
| 《焦点访谈》红皮书                                                     | 文化艺术出版社                   |               |
| 发现母亲                                                               | 中国妇女出版社                   |               |
| 中国人民解放军七英模从书（七册）                                       | 黄河出版社                       |               |
| 海峡两岸课程与教学研究丛书（六册）                                     | 上海科技教育出版社               |               |
| 校本行动研究                                                           | 四川教育出版社                   |               |
| 百年巴金——一个知识分子的历史肖像                                       | 四川人民出版社                   |               |
| 成就一生好习惯：培养孩子好习惯108法                                    | 天津社科院出版社                 |               |
| 新课程学科教学论丛书（十六册）                                         | 浙江教育出版社                   |               |
| 蒙古人与马：蒙古族马文化大全（蒙文）                                   | 内蒙古科学技术出版社             |               |
| 成语源流大词典                                                         | 江苏教育出版社                   |               |
| 汉英航空发动机工程技术词典                                             | 西北工业大学出版社               |               |
| 历代竹枝词（五卷）                                                     | 陕西人民出版社                   |               |
| 美国哈佛大学哈佛燕京图书馆藏中文善本汇刊（三十七册）                   | 广西师范大学出版社、商务印书馆   |               |